# Биттен, Уильям
Уильям Биттен (англ. William Bitten; род. 10 июля 1998, Оттава) — канадский хоккеист, нападающий «Сочи».

## Биография
С 2010 по 2011 год Биттен обучался хоккею в школе клуба «Роклэнд Нэшнэлз», после чего перешёл в «Оттава Сиксти Севенс», где пробыл до 2014 года. С 2014 по 2018 год он играл в юношеских хоккейных командах «Плимут Уэйлерс», «Флинт Файрбёрдз» и «Гамильтон Булдогс» в хоккейной лиге Онтарио (OHL). Во время своего пребывания в OHL он был выбран в третьем раунде под общим 70-м номером на драфте НХЛ 2016 года командой «Монреаль Канадиенс».
Во время своего последнего юниорского сезона в составе «Гамильтон Булдогс», 7 марта 2018 года Биттен подписал трёхлетний контракт новичка с «Монреаль Канадиенс». После прохождения тренировочного лагеря с «Монреалем», в преддверии своего первого профессионального сезона, 3 октября 2018 года Биттен был обменян в «Миннесоту Уайлд». Сезон 2018/19 он начал в составе фарм-клуба «Уайлд» — «Айова Уайлд» в Американской хоккейной лиге. 9 августа 2021 года Биттен подписал новый однолетний двусторонний контракт с «Миннесотой». 29 декабря 2021 года «Уайлд» обменяли его в «Сент-Луис Блюз», где он начал выступать в составе фарм-клуба «Спрингфилд Тандербёрдс». В сезоне 2021/22 помог клубу выйти в финал Кубка Колдера, забросив восемь шайб и набрав 21 очко в 18 играх плей-офф.
Будучи ограниченно свободным агентом, 13 июля 2022 года Биттен был повторно подписан «Блюз» на двухлетний двусторонний контракт. Сезон 2022/23 начал в составе фарм-клуба «Тандербёрдс». 3 декабря 2022 года был вызван в состав «Сент-Луис Блюз» и вечером Биттен дебютировал в Национальной хоккейной лиге в матче против «Питтсбург Пингвинз», играя в четвёртом звене, завершившемся поражением «Блюз» со счётом 2:6. Своё первое очко в НХЛ он набрал 6 декабря 2022 года в матче против «Нью-Йорк Айлендерс», сделав результативную передачу, завершившемся победой «Блюз» со счётом 7:4. Всего в сезоне 2022/23 провёл четыре матча в НХЛ, набрав одно (0+1) очко.
7 августа 2024 перешёл в московский «Спартак», выступающий в Континентальной хоккейной лиге, подписав однолетний контракт. 19 декабря 2024 года Биттен был помещён в список отказов КХЛ. В составе «Спартака» он провёл 21 матч, забросил одну шайбу и отдал четыре результативные передачи при показателе полезности «-4». 21 декабря 2024 года «Сочи» забрал Биттена с драфта отказов и подписал с ним контракт до конца сезона 2024/25.